# North Kennedy River
Der North Kennedy River ist ein Fluss in der Region Far North Queensland auf der Kap-York-Halbinsel im Norden des australischen Bundesstaates Queensland.

## Geographie

### Flusslauf
Der Fluss entspringt nördlich der Siedlung St. George River Outstation, etwa 145 Kilometer westlich von Cooktown und fließt nach Norden. Er unterquert die Peninsula Developmental Road nördlich der Koolburra Outstation, durchquert den Westen des Lakefield-Nationalparks und mündet ei der Siedlung Aloszville in die Princess Charlotte Bay, einen Teil des Korallenmeeres.

### Nebenflüsse mit Mündungshöhen
Nebenflüsse des North Kennedy River sind:
- Therrimburi Creek – 94 m
- Myriel Creek – 93 m
- Fishhole Creek – 92 m
- Chain of Ponds – 76 m
- Spring Creek – 72 m
- Weiss Creek – 71 m
- Lily Creek – 68 m
- Eighteen Mile Ridge Creek – 53 m
- Jam Tin Creek – 13 m
- Hann River – 12 m
- Morehead River – 10 m
- Saltwater Creek – 6 m
- Annie River – 0 m